# Pesewa

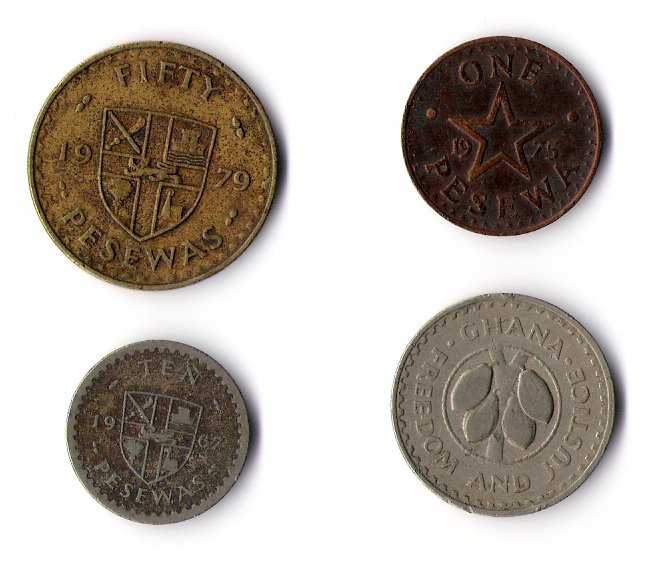
Pesewy używana w Ghanie w latach 70.; największa z nich ma średnicę aż 3 cm

Pesewa (jęz. akan pesevabo) – moneta zdawkowa używana w Ghanie jako równowartość 1/100 cedi.
Do 1965 roku podział cedi był niedecymalny (1 cedi = 20 szylingów = 240 pensów), wymianę przeprowadzono po kursie 1 pens = 1 pesewa, co powoduje, że stare monety nadal są obecne w obiegu. Obecnie wybija się monety o nominałach 5, 10, 25 i 50 pesew. W 1967 kolejna reforma monetarna spowodowała wymianę 1,2 starego cedi na 1 nowe cedi, przez co rozpoczęto wybijanie monet o nominałach 1/2, 1, 2 i 1/2, 10 i 20 pesew (później także 50 pesew). Te monety wskutek dewaluacji waluty utraciły znaczenie w latach 80. Po denominacji cedi w stosunku 1:10000 w 2007 roku zaczęto na nowo wybijać monety o nominałach 1, 5, 10, 20 i 50 pesew.